# Língua inuctune
Inuctune, gronelandês do norte, inuíte polar ou inuktun (em inglês: Polar Inuit, em groenlandês/gronelandês: avanersuarmiutut, em dinamarquês: nordgrønlandsk, polarinuitisk, thulesproget), é a língua de aproximadamente 770 indígenas inuítes que moram nos assentamentos mais setentrionais em Qaanaaq e vilarejos do noroeste da Groenlândia. Esta língua corre risco de extinção.
Todos os falantes do inuctune também falam o groenlandês (Kalaallisut) e muitos também falam dinamarquês e em menor número inglês. Além da cidade de Qaanaaq, o inuctune também é falado em Muruhaq, Siorapaluk, Qikitat, Qikiqtarhuaq e Havighivik, locais que recebem nomes em inuctune.
A língua foi descrita inicialmente pelos exploradores Knut Rasmussen e Peter Freuchen que viajaram para o norte da Groenlândia no início do século XX e estabeleceram um posto em Pituffik em 1910. O inuctune não possui ortografia própria e não é ensinado nas escolas, entretanto a maior parte dos habitantes de Qaanaaq e arredores usa o inuctune na comunicação diária.
A língua é da família esquimó-aleuta e situada dialetologicamente entre o groenlandês e inuctitute canadense. O inuíte polar foi o último a entrar na Groenlândia a partir do Canadá e pode ter chegado no século XVIII. A língua se difere do groenlandês substituindo o som /s/ com um som usualmente pronunciado como um fricativo palatal como no alemão ich. O inuctune também permite mais combinações consonantais que o groenlandês e tem pequenas diferenças gramaticais e léxicas.